# LNY TNZ
LNY TNZ is een in 2003 ontstane samenwerking tussen Jan Stadhouders (Vlaardingen, onbekend) en Mitchell Vreeswijk (Vlaardingen, 12 april 1985). Momenteel is Stadhouders individueel actief onder de naam die voorheen ook wel bekend was als Looney Toonez. 
LNY TNZ is te typeren door de slogan ‘FVCK GENRES’, waarmee wordt geduid op het werken zonder muziek te willen typeren in hokjes. Daarbij wordt veel samengewerkt met andere artiesten. Naast eigen muziek maakt LNY TNZ ook remixes van nummers van andere artiesten, mixtapes en hangt er een eigen platenlabel aan het merk FVCK GENRES. 

## Geschiedenis

### 2003 tot 2019
Stadhouders en Vreeswijk startte in 2003 met het samen maken van muziek en brachten daarbij hun eerste nummer uit op vinyl. In de jaren daarna focusten de twee zich op hun eigen dingen. Zo rondde Stadhouders zijn studie af. In 2013 werd het muziek maken weer serieuzer opgepakt en brachten zij in samenwerking met Yellow Claw hun eerste officiële single genaamd Last Night Ever uit. Sindsdien werd de focus volledig op de muziek gelegd. Deze track was het begin van een muzikale carrière en de artiesten behaalden in 2016 uiteindelijk een dubbele platina award. Ook nummers als Burn It Down en Set You Free deden het goed op de Nederlandse radiozenders als Radio 538 en SLAM!. Het was dan ook de intenties om met dit soort nummers af te stappen van 'typische festival bangers'. Tegelijkertijd ontstond er voor LNY TNZ een grotere internationale carrière op festivals in met name Europa, Azië en Noord-Amerika.

### 2019 tot heden
Op 26 april 2019 werd bekend dat Vreeswijk zou gaan stoppen. Na enkele maanden van afwezigheid gaf hij in een persoonlijk bericht aan meerdere paniekaanvallen te hebben ervaren. Daarbij is vastgesteld dat hij leed onder depressies en angst tijdens het zijn in grotere groepen en openbare ruimtes. Terugkijkend op die periode zag Vreeswijk zichzelf hard werken op de automatische piloot. Koningsdag 2019 (een dag na de publicatie van het bericht) en enkele shows in de Verenigde Staten en Mexico waren zijn laatste optredens met LNY TNZ. Vreeswijk bleef nog wel actief in de muziekwereld. Na het vertrek bleef Stadhouders doorgaan met het maken van muziek, waarbij hij in de eerste periode vaak samen optrad met een vaste MC. In november van datzelfde jaar werd bekend dat 'FVCK GENRES', de slogan van LNY TNZ, als eigen label zal worden gelanceerd onder diezelfde naam. Daarbij hoopt Stadhouders andere artiesten een podium te kunnen bieden.
Halverwege 2021 hadden Da Tweekaz en LNY TNZ een primeur met het feit dat hun track So Easy als eerste hardstyle track in een videogame, in dit geval Fortnite, werd toegevoegd. Een andere doorbraak was de aanwezigheid van hardstyle op Ultra Music Festival in Miami van 2022. Daarbij trad LNY TNZ op als gast van Da Tweekaz.

## Discografie

### Singles
De nummers die zijn uitgebracht op een EP zijn in onderstaande tabel afzonderlijk van elkaar benoemd.
Lijst dient nog verder worden aangevuld.
| Titel                                               | Samenwerking                             | Verschijnen       | Hitlijsten | Hitlijsten | Opmerkingen           |
| Titel                                               | Samenwerking                             | Verschijnen       | Piek       | Weken      | Opmerkingen           |
| --------------------------------------------------- | ---------------------------------------- | ----------------- | ---------- | ---------- | --------------------- |
| Last Night Ever                                     | Yellow Claw                              | 23 augustus 2013  |            |            | Dubbele platina award |
| Dum Dum - Original                                  | Ruthless                                 | 24 oktober 2013   |            |            |                       |
| How Low - Original                                  | Ruthless                                 | 24 oktober 2013   |            |            |                       |
| Rompelo - Extended Version                          | Dany Bpm                                 | 5 november 2013   |            |            |                       |
| Fright Night - Extended Version                     | Dany Bpm                                 | 5 november 2013   |            |            |                       |
| Paranoia                                            | Ruthless & Jebroer                       | 9 december 2014   |            |            |                       |
| Paranoia (Club Mix)                                 | Ruthless & Jebroer                       | 9 december 2014   |            |            |                       |
| Fired Up                                            | Ruthless & The Kemist                    | 16 februari 2015  |            |            |                       |
| Fired Up Extended Mix                               | Ruthless & The Kemist                    | 16 februari 2015  |            |            |                       |
| Bass                                                |                                          | 15 april 2015     |            |            |                       |
| Bass (Luminox Remix)                                |                                          | 15 april 2015     |            |            |                       |
| Wake Up                                             | Fdjr                                     | 17 april 2015     |            |            |                       |
| Yard of The Free - Radio Edit                       | YNNCK & John Harris                      | 6 juli 2015       |            |            |                       |
| Yard of The Free - Original Mix                     | YNNCK & John Harris                      | 6 juli 2015       |            |            |                       |
| Louder                                              | Paul Elstak & Mc Ruffian                 | 3 augustus 2015   |            |            |                       |
| Ravelord                                            | Boaz van de Beatz, Mr. Polska & Kalibwoy | 21 september 2015 |            |            |                       |
| Ravelord - DJ Paul Elstak Hardcore Remix            | Boaz van de Beatz, Mr. Polska & Kalibwoy | 4 maart 2016      |            |            |                       |
| Ravelord - DJ Paul Elstak Radio Edit Hardcore Remix | Boaz van de Beatz, Mr. Polska & Kalibwoy | 4 maart 2016      |            |            |                       |
| Fired Up - Radio Version                            | Ruthless & The Kemist                    | 21 maart 2016     |            |            |                       |
| Fired Up - Haterade Remix                           | Ruthless, The Kemist & Haterade          | 21 maart 2016     |            |            |                       |
| Fired Up - Kayzo Remix                              | Ruthless, The Kemist & Kayzo             | 21 maart 2016     |            |            |                       |
| Fired Up - Skellism Remix                           | Ruthless, The Kemist & Skellism          | 21 maart 2016     |            |            |                       |
| Fired Up - Tropkillaz Remix                         | Ruthless, The Kemist & Tropkillaz        | 21 maart 2016     |            |            |                       |
| Fired Up - Dirtcaps Remix                           | Ruthless, The Kemist & Dirtcaps          | 21 maart 2016     |            |            |                       |
| We Don't Care                                       | Ruthless & The Kemist                    | 9 juni 2016       |            |            |                       |
| We Don't Care (Dirtcaps Remix)                      | Ruthless & The Kemist                    | 13 oktober 2016   |            |            |                       |
| We Don't Care (Riot Ten Remix)                      | Ruthless & The Kemist                    | 13 oktober 2016   |            |            |                       |
| We Don't Care (Out of Cookies Remix)                | Ruthless & The Kemist                    | 13 oktober 2016   |            |            |                       |
| We Don't Care (Dirrty Berry Remix)                  | Ruthless & The Kemist                    | 13 oktober 2016   |            |            |                       |
| Hit 'Em Hard                                        | Dave Revan                               | 9 december 2016   |            |            |                       |
| Party General                                       | Dj Punish & The Kemist                   | 9 december 2016   |            |            |                       |
| Therapy                                             | Kalibwoy                                 | 9 december 2016   |            |            |                       |
| All the Ladies                                      | Sam King                                 | 9 december 2016   |            |            |                       |
| Burn it down                                        |                                          | 11 november 2016  |            |            | 7 weken Tipparade     |
| Burn it down - Lulleaux Remix                       | Lulleaux                                 | 30 januari 2017   |            |            |                       |
| Burn it down - Crude Intentions Remix               | Crude Intentions                         | 30 januari 2017   |            |            |                       |
| Burn it down - Stanley Clementina & Zurich Remix    | Stanley Clementina & Zurich              | 30 januari 2017   |            |            |                       |
| Burn it down - The Un4given Remix                   | Un4given                                 | 30 januari 2017   |            |            |                       |
| Set you free                                        | Jantine                                  | 31 maart 2017     |            |            | 6 weken Tipparade     |
| Hit 'em hard - Le Boy Remix                         | Le Boy                                   | 12 september 2017 |            |            |                       |
| Party general - Mightyfools Remix                   | Dj Punish, The Kemist & Mightyfools      | 12 september 2017 |            |            |                       |
| Therapy - Hasse De Moor Remix                       | Kalibwoy & Hasse de Moor                 | 12 september 2017 |            |            |                       |
| All the Ladies - Ransom Remix                       | Sam King & Ransom                        | 12 september 2017 |            |            |                       |
| Set you free (Club Mix)                             | Jantine                                  | 13 oktober 2017   |            |            |                       |
| Set you free (Moksi Remix)                          | Jantine & Moksi                          | 13 oktober 2017   |            |            |                       |
| Set you free (Roy Dest Remix)                       | Jantine & Roy Dest                       | 13 oktober 2017   |            |            |                       |
| We go up                                            |                                          | 10 november 2017  |            |            | 9 weken Tipparade     |
| Cranked                                             | DJ Paul K.O.M.                           | 17 november 2017  |            |            |                       |
| Rakataka                                            | Dj Punish & Mr. Polska                   | 17 november 2017  |            |            |                       |
| The Hardest                                         | Boaz van de Beatz                        | 17 november 2017  |            |            |                       |
| After midnight                                      | Laurell & Mann                           | 19 april 2018     |            |            | 4 weken Tipparade     |
| Runaway                                             | Dirtcaps & LePrince                      | 4 mei 2018        |            |            |                       |
| Rebels of a nation                                  | Ruthless & The Kemist                    | 28 mei 2018       |            |            |                       |
| Skake it                                            | Cesqeaux                                 | 25 juni 2018      |            |            |                       |
| Love is dead (LNY TNZ Remix)                        | 4B & Junkie Kid                          | 9 juli 2018       |            |            |                       |
| Secrets                                             | CATALI                                   | 26 juli 2018      |            |            |                       |
| We go up - Da Tweekaz Remix                         | Da Tweekaz                               | 10 augustus 2018  |            |            |                       |
| We go up - Puinhoop Kollektiv Remix                 | Puinhoop Kollektiv                       | 10 augustus 2018  |            |            |                       |
| We go up - Roy Dest Remix                           | Roy Dest                                 | 10 augustus 2018  |            |            |                       |
| We go up - Emphasis Remix                           | Emphasis                                 | 10 augustus 2018  |            |            |                       |
| We go up - RayRay Remix                             | RayRay                                   | 10 augustus 2018  |            |            |                       |
| We go up - Liam Summers Remix                       | Liam Summers                             | 10 augustus 2018  |            |            |                       |

### Mixtapes
- LNY TNZ Mixtape Nº 1
- LNY TNZ Mixtape Nº 2
- LNY TNZ Mixtape Nº 3
- LNY TNZ Mixtape Nº 4
- LNY TNZ Mixtape Nº 5
- LNY TNZ Mixtape Nº 6